# الصالح المتألم
(بالأكدية: Ludlul bēl nēmeqi مَعناه «سأمدح رب الحِكمة»)، والتي تُعرف باسم قصيدة الصَّالِحُ المتألِّم، هي قصيدة رثاء من بلاد ما بين النهرين كتبت خلال النصف الثاني من الألفية الثانية قبل الميلاد باللغة الأكادية، مَوضوع القَصيدة هوَ المعاناة الظالمة لرجل مُبتلى، يُدعى "Šubši-Mašrâ-šakkan" «شوبشي - مشرا - شقّان»، رجل مُعذب، لكنه لا يعرف السبب وراء هذا العَذاب. لقد كان أميناً في جميع واجباته تجاه الآلهة، في هذه الحالة مردوخ، إله بابل العظيم. يَتكهن الرجل بأن ما هو خير للإنسان ربما يَكون شر للآلهة والعكس صَحيح. لقد تحرر في النهاية من آلامه. يُعتقد بأنَ القَصيدة قَد تم تأليف في عَهد ملك بابِل الكيشي «نازي ماروتاش» (حوالي 1307-1282 قبل الميلاد)، والذي ورد ذكره في السطر 105 من اللوح الرابع للقصيدة. يُقارن نص هذه القَصيدة (أو على الأقل الجزء الأول منها) بسفر أيوب في العَهد القديم، والذي يستخلص كثيراً نفس الاستنتاجات من موقف مشابه لهذا، على الرغم من اختلاف الآراء اللاهوتية حول طبيعة الخطأ المُرتَكب من قِبَل الرجُل الصالح. كُتبت القصيدة على أربعة ألواح في شكلها القانوني وتتألف من 480 سطراً. تشمل الأسماء البديلة للقصيدة قصيدة الصَّالِحُ المتألِّم أو أيوب البابِلي. وبحسب المؤرخ ويليام موران، فإن القَصيدة عبارة عَن ترنيمة شكر لمردوخ نَتيجة شفاء مؤلفها منَ المَرض.

## مُلخص القِصة
الرجل الراوي وفقا للنص، قَد شغل منصباً رفيعاً، وكان لديه عَبيد وحقول، وعائلة وتحدث عن المدينة كما لو كانت خاضعة لحكمه. ولكن فقد حظه لدى مَلكه، ويعاني من أفتراء منافسيه، وانتقاد عائلته. يتعلق جزء كبير من النَص بوصف الأمراض التي تصيب الراوي، ومحاولاته للشفاء من خِلال مُساعدة طاردي الأرواح الشريرة. إنه لا يفهم سبب حدوث ذلك له، لانه كان يَحترم إلهه دائماً وتقواه لا تشوبها شائبة، كَون الآلهة بلاد ما بين النهرين كانَت تُعاقب الأشرار، وتكافئ المُتدينين. وبالتالي، فإن صاحب الشكوى لا يفهم ما يحدث له لأنه لا يرى أين فشل في أداء واجباته. انتهى به الأمر إلى استنتاج مَفادُه أن طرق الآلهة غامضة، وحتى إذا كان موقف إلهه لغزاً بالنسبة له، فإنه سيستمر في الوثوق به، ولا تتضاءل حماسته. في النهاية، ينتهي الأمر بمردوخ بالشعور بالأسف على مصير المؤمنين، ويأتي لمُساعدته. لذلك تنتهي القصة بشكل جيد، ويستعيد الرجل مَكانَته السابِقة.

## العِبرة
تظل هذه القصة وفية جداً للأخلاق السائدة في تِلكَ الحِقبة من بلاد ما بين النهرين، «بالتأكيد لا يمكننا فهم موقف الآلهة، ولكن حتى لو وجدنا أن الموقف يبدو غير عادل، يجب ألا نلومهم، ويجب أن نظل أتقياء». إن تعبير راوي هذا النص عن «معاناة عادلة» أمر مشكوك فيه لأنه قبل كل شيء يُقدم تقواه وحقيقة أنه يجهل أخطائه وليس على فضيلته وبراءته. تظل النقطة الأخيرة متفائلة، لأننا إذا وثقنا في الآلهة وحقيقة أنهم يَعرفون الحقيقة (الخَطأ المُرتَكب مِن قِبَل الرَجُل) حتى لو تجاهلها الرجال، فإنهم ينتهي بهم الأمر بمساعدة أولئك المتدينين حقاً.

## ُمُقتطفات

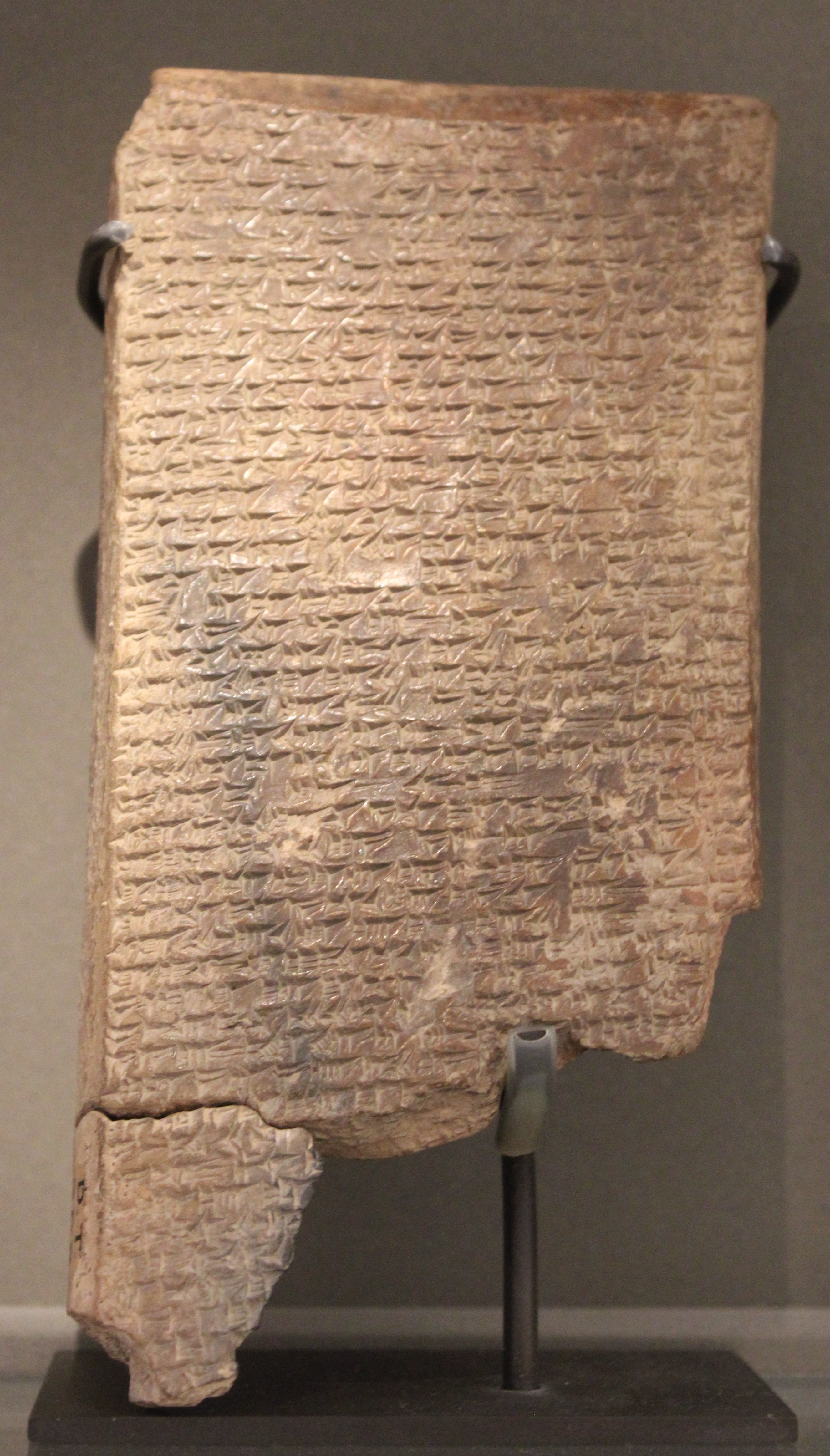
نسخة من قَصيدة الصَّالِحُ المتألِّم من نينوى القرن السابع قبل الميلاد. متحف اللوفر (وديعة من المتحف البريطاني).

"مردوخ، السَماوات لا تَتَحَمل ثقل يَديه،
لكن َيده الخَفيفة تُمسك (الرجُل) المَحكوم عَليها بالمَوت.
بِغَضبه تُفتح القُبور،
بِرحمَته يَرفع الرَجًُل الساقِط مِنَ الكارِثة.
عِندما يَغضبْ، تَنحَسر الإلهة.
يأتي لمُساعَدة أولئِكَ الَذين (حتى) الإلِهة تَرفُضَهُم.
ومَهما كانِت العُقوبة قاسية يُزيلها فَجأة.
يَغفُر، وفي الحَقل، عِتدَما تُمسِك الآلام بالمًرأة أثناء المًخاض؛
يندفع ويشًفى بًطنها،
ثم يُحيطُها بالاهتِمام مثلً البًقرة لعِجلِها.
ضَرباتُه تَختَرق الجَسَد.
ولكِن ضَماداتُه ليَنة تُنقذ مِنَ المَوتْ.
يَتَكَلم ويسقط أحد في الجَريمة.
في يَوم نَشوته، يُزال الذَنب والخَطيئة.
يَعرف مردوخ ما يَقوله الآلهة في قِلوبَهُم،
(لكن) لا إله يَسمَع بأمرَه.
ثَقيلة جِداً يَدُه، بِقََدر قَلبه الرَحيم.
رَهيبة مِثل أسلِحَته، إِرادَته تَعمَل على الشِفاء.
مِن دون سَعادَته، مَن يَستَطيع أن يُخَفف مِن صَدمته؟ »

- مُقتطف من الصَّالِحُ المتألِّم.

## بَقية الألواح
يسرد اللوح الذي تم العثور عليه في نيبور حصص الحبوب التي أعطيت لرسول معين من «شوبشي - مشرا - شقّان» خلال السنة الرابعة من عهد الملك بابل «نازي ماروتاش» (1304 قبل الميلاد). يوجد أمر محكمة موجود في مدينة أور، مؤرخًا للسنة السادسة عشرة من حكم «نازي ماروتاش» (1292 قبل الميلاد)، حيث يُطلق على شوبشي - مشرا - شقّان لقب šakin māti ، بمعنى «حاكم البلاد». وهو أمر يمنع حصاد القصب من نهر أو قناة معينة.
يصف العمل الشعري، كيف تَحولت ثروات شوبشي - مشرا - شقّان، وهو رجل ثري رفيع المستوى، في يوم من الأيام عِندما أحاطَت بِهِ عَلامات الشؤومة، تَسَبب في غضب الملك، وخطط سبعة من رجال الحاشية كل نوع من أنواع الأذى ضده. أدى ذلك إلى فقدانه لمُمتلكاته، «لقد قسموا كل ممتلكاتي بينَهُم»، أصدقاء، «مدينتي تستهجنني كعدو؛ أرضي متوحشة ومعادية،» قوة جسدية، «جسدي رخو، ودمى انحسر» وصحتي، حيث قال بإنه«غَرقت في فضلاتي مثل شاة.»  وبعيدًا عن وعيه على فِراش الموت، اقامَت عِائلته جنازته بالفعل، أرسل كاهن تعويذة، ليُبشر بخلاصه. ويختتم العمل بصلاة إلى مردوخ. تمت كتابة النص بضمير المُتكلم، مِما دفع البعض إلى التكهُن بأن المؤلف هو شوبشي - مشرا - شقّان نفسه. ربما كان الشيء الوحيد المؤكد هو أن موضوع العمل، شوبشي - مشرا - شقّان، كان شخصاً تاريخياُ مهماً في عهد «نازي ماروتاش» عندما تم كِتابَة العمل. من بين ثماني وخمسين نسخة مجزأة موجودة من الصَّالِحُ المتألِّم، تعود الغالبية العظمى مِنها إلى الفترتين الآشورية الجديدة والبابلية الجديدة.

## المَراجع
1. ↑  John L. McKenzie, Dictionary of the Bible، سايمون وشوستر, 1965 p. 440. نسخة محفوظة 2021-04-12 على موقع واي باك مشين.
2. ↑  Gilbert, “Wisdom Literature”, Jewish Writings of the Second Temple Period (Uitgeverij: Van Gorcum, 1984), p. 284. نسخة محفوظة 2012-11-14 على موقع واي باك مشين.
3. ↑  William L. Moran, "Notes on the Hymn to Marduk in Ludlul Bel Nemeqi," in Journal of the American Oriental Society, Vol. 103, No. 1, Studies in Literature from the Ancient Near East, by Members of the American Oriental Society, Dedicated to صموئيل نوح كريمر (Jan. - Mar., 1983), pp. 255-260. نسخة محفوظة 2019-03-27 على موقع واي باك مشين.
4. ↑  J. Lévêque, Sagesses de Mésopotamie, Paris, 1993, p. 61-62
5. ↑  Alan Lenzi, Amar Annus (2011). "A Six-Column Babylonian Tablet of Ludlul Bēl Nēmeqi and the Reconstruction of Tablet IV". JNES. ج. 70 ع. 2: 190–191. originally published as PBS II/2 20 31.
6. ↑  O. R. Gurney (1983). The Middle Babylonian Legal and Economic Texts from Ur. – British School of Archeology in Iraq. ص. 187–188. No. 76 U. 30506.
7. ↑  Robert D. Biggs (1975). "Ludlul bēl nēmeqi, "I Will Praise the Lord of Wisdom"". في James B. Pritchard (المحرر). The Ancient Near East, Volume II. Princeton University Press. ص. 148–154.
8. ↑  Takayoshi Oshima (2007). "The Babylonian God Marduk". في Gwendolyn Leick (المحرر). The Babylonian World. Routledge. ص. 352–355.
9. ↑  W. G. Lambert (1996). Babylonian Wisdom Literature. Eisenbrauns. ص. 26.